# Ère Antei
L'ère Antei (安貞) est une des ères du Japon (年号, nengō, lit. nom de l'année) après l'ère Gennin et avant l'ère Kangi. Catte ère couvre la période allant du mois de décembre 1227 au mois de mars 1229. L'empereur régnant est Go-Horikawa-tennō (後堀河天皇).

## Changement d'ère
- 1227 Antei gannen (安貞元年?) : Le nom de la nouvelle ère est créé pour marquer un événement ou une succession d'événements. La précédente ère se termine quand commence la nouvelle, en  Karoku 3.

## Événements de l'ère Antei
- 1227 (Antei 1,1re mois) : L'ancien udaijin et sadaijin Fujiwara Kintsugu meurt à l'âge de 53 ans[3].
- 1227 (Antei 1, 2e mois) : L'empereur élève Fujiwara no Nagako, la fille de Konoe Iezane, au rang de chūgū (impératrice consort). Elle est un peu plus âgée que lui mais il y est très attaché[3].

| Antei     | 1re  | 2e   | 3e   |
| Grégorien | 1227 | 1228 | 1229 |